# Sección de San Lorenzo de Maroni
La sección de San Lorenzo de Maroni (section de Saint-Laurent-du-Maroni en francés), es una división administrativa francesa, que está situada en el departamento de ultramar de Guayana Francesa y la región del mismo nombre.

## Historia
A principios de 2015 en aplicación de la Ley n.º 2011-884, de 27 de julio de 2011, relativa a las colectividades de Guayana Francesa y Martinica, el Consejo Regional de Guayana Francesa y el Consejo departamental de Guayana Francesa, se fusionaron en una Colectividad única de Guayana Francesa, al estar dotada de una asamblea de electos, denominada Asamblea de Guayana Francesa, formada por 51 miembros que son elegidos entre las ocho secciones creadas a tal efecto en sustitución de los cantones, que fueron suprimidos por innecesarios.
La Sección de San Lorenzo de Maroni fue creada en aplicación de dicha Ley y específicamente de su artículo 8.º, apartado L558-3,, siendo formado por la comuna del cantón de San Lorenzo de Maroni.

## Composición
La sección de San Lorenzo de Maroni comprende la comuna siguiente
| Comuna                | Cantón anterior       | Distrito              |
| --------------------- | --------------------- | --------------------- |
| San Lorenzo de Maroni | San Lorenzo de Maroni | San Lorenzo de Maroni |